# Päron
Päron (Pyrus communis) är en art i släktet päron, som växer i tempererat klimat. Päron odlas för fruktens skull, och är nästan lika härdigt som äpple.

## Utseende
Päronträdet är ett träd med en slank krona. Stammen är rak och genomgående ända till toppen. Huvudgrenarna är först upprätta, men senare mer vågräta. Barken är först mörkbrun och slät. Senare blir den grå med sprickor för att slutligen bli djupt uppsprucken i fyrkanter. 
Unga ännu inte fruktbärande plantor och vildskott har ofta långa tornar. Knopparna är kägelformade, bruna och hårlösa. Blomsterknopparna sitter på vridna kortskott och är mer avrundade. Bladen har längre stjälkar än äpple och är runda till elliptiska med en fint sågtandad kant och ganska kort spets. Översidan är blankt mörkgrön, men undersidan är ljust grågrön. Blommorna är samlade i flockar och är vita med svag doft och blommar i maj. Ståndarknapparna är klart röda. 
Frukterna är runda till päronformade. Fröna mognar och gror villigt.

## Utbredning
Utbredningsområdet av vilda populationer sträcker sig från Iberiska halvön och Irland över Centraleuropa till centrala Asien. Den introducerade populationen i Nordamerika betraktas som naturaliserad. Exemplaren ingår i blandskogar eller de växer ensam i kulliga områden.
Det vilda beståndet påverkas av hybridisering med odlade exemplar. Hela populationen anses vara stor. IUCN listar arten som livskraftig (LC).

## Päronets historik
Päron har förmodligen odlats lika länge som äppelträdet och fanns i Grekland redan 1 000 år f. Kr. Under medeltiden odlades päron i Sverige, och på 1700-talet fanns många sorter, t.ex. bergamott och augustipäron. Gammalt är också gråpäronet med tjockt, strävt skal och sött, saftigt fruktkött, likaså det nu sällan förekommande grännapäronet, som Per Brahe uppges ha infört från Tyskland.
Många av de gamla sorterna är så härdiga att de kan odlas upp i zonerna III och IV. Detta gäller också Esperens Herre, en vanlig sort av senare datum. I spalje kan också mer krävande sorter användas tämligen långt norrut, men i huvudsak odlas päron hos oss i Götalands kusttrakter (zonerna I och II). I yrkesmässig odling är Pierre Corneille, Williams, Conferens och Herzogin Elsa vanliga. Andra viktiga sorter är Moltke, Clara Fries, Alexander Lucas, Clapps favorit och Fipil.

## Näringsvärde
| 100 g päron innehåller |         |        |       |        |         |           |           |
| kcal                   | kJoule  | Vatten | Fett  | Kalium | Kalcium | Magnesium | Vitamin C |
| 52–55                  | 219–233 | 83 g   | 0,3 g | 126 mg | 10 mg   | 8 mg      | 5 mg      |

Källa: 
| Motsvarande av dagsbehov (RDI) hos en vuxen |         |           |           |
| Kalium                                      | Kalcium | Magnesium | Vitamin C |
| 6 %                                         | 1 %     | 2 %       | 7 %       |

Källa: 

## Galleri med svenska päron

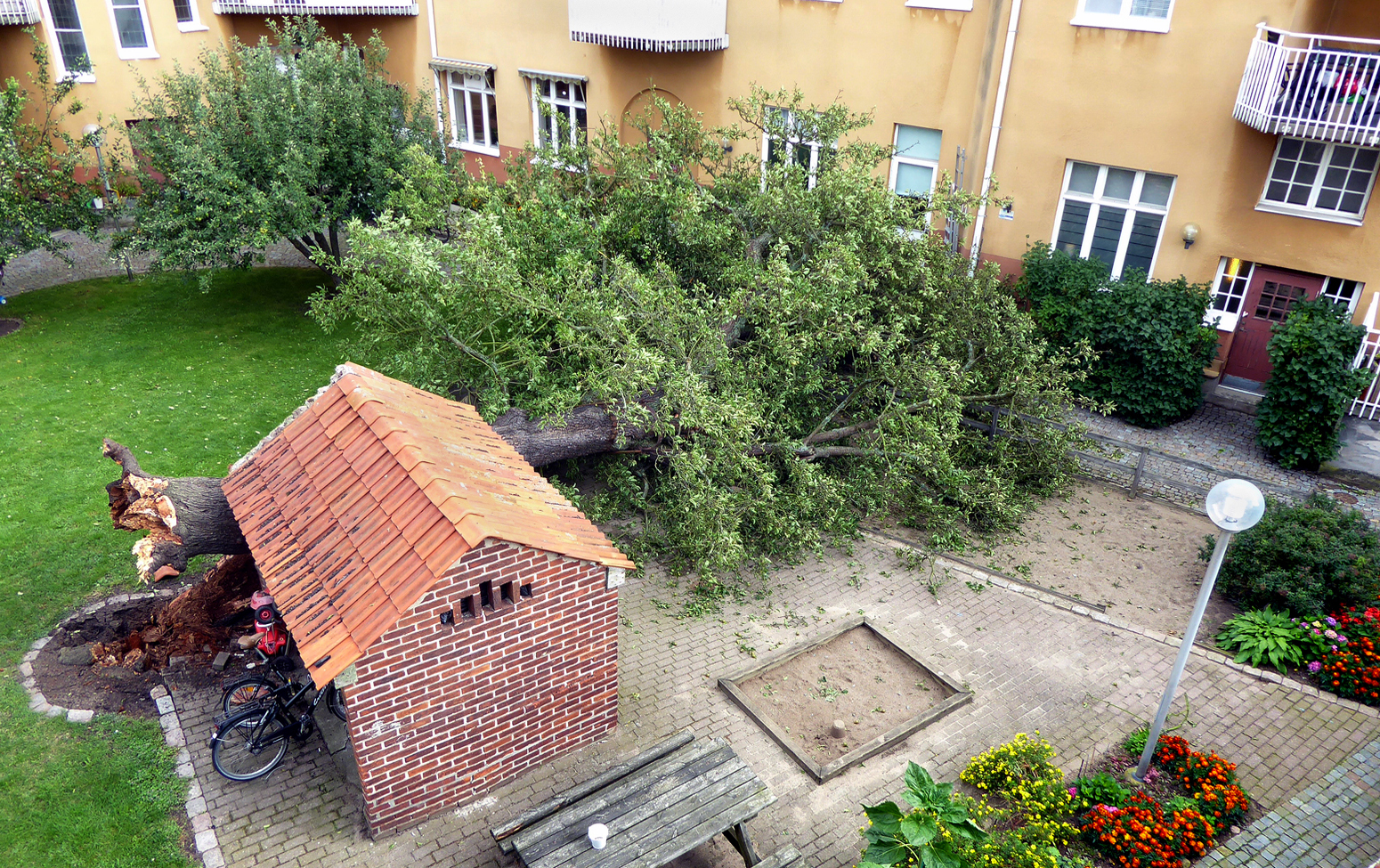
Ett 104 år gammalt päronträd föll 2017 till marken på en bakgård i Ystad
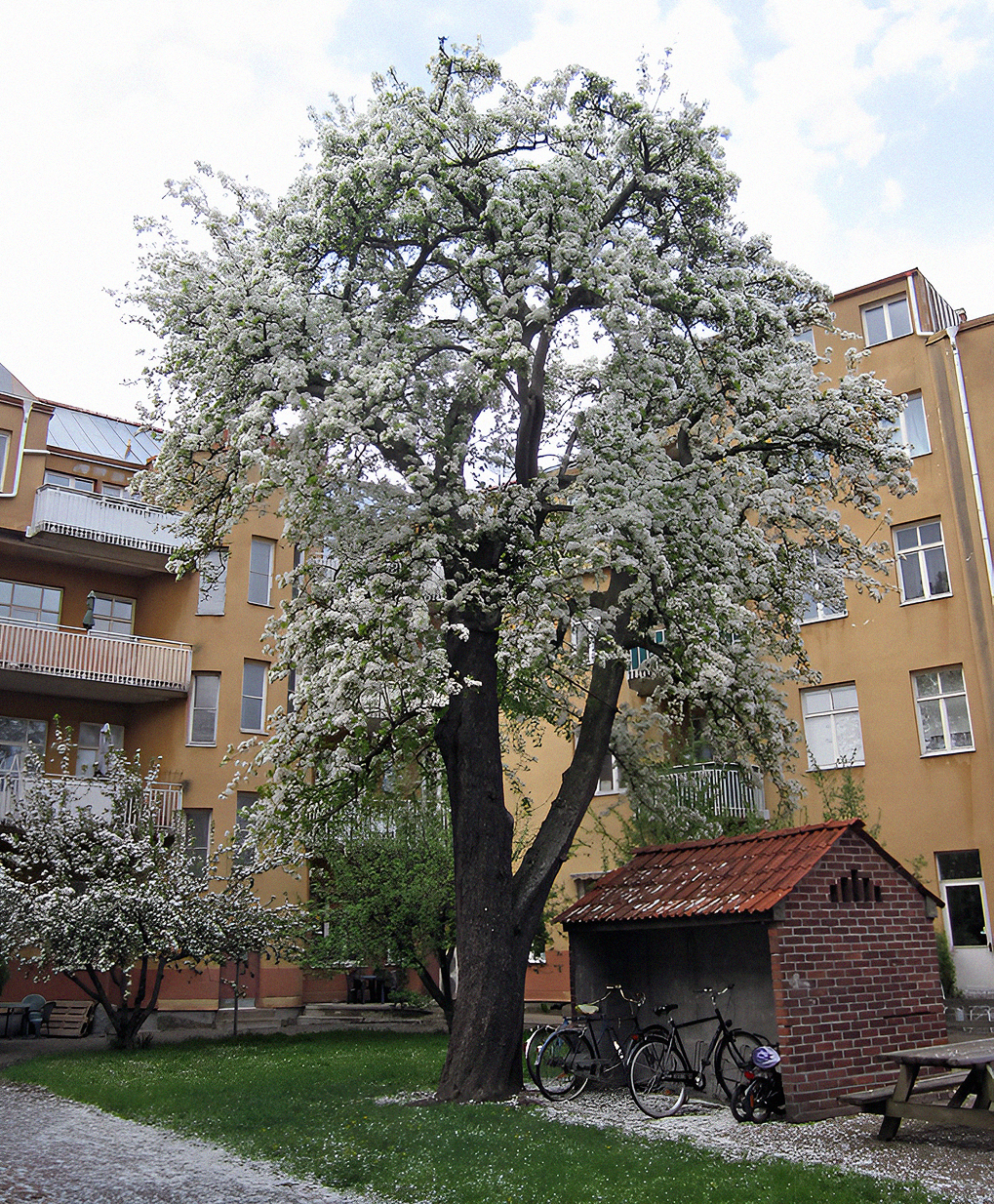
Augustipäron blommar i maj på en bakgård i Ystad.
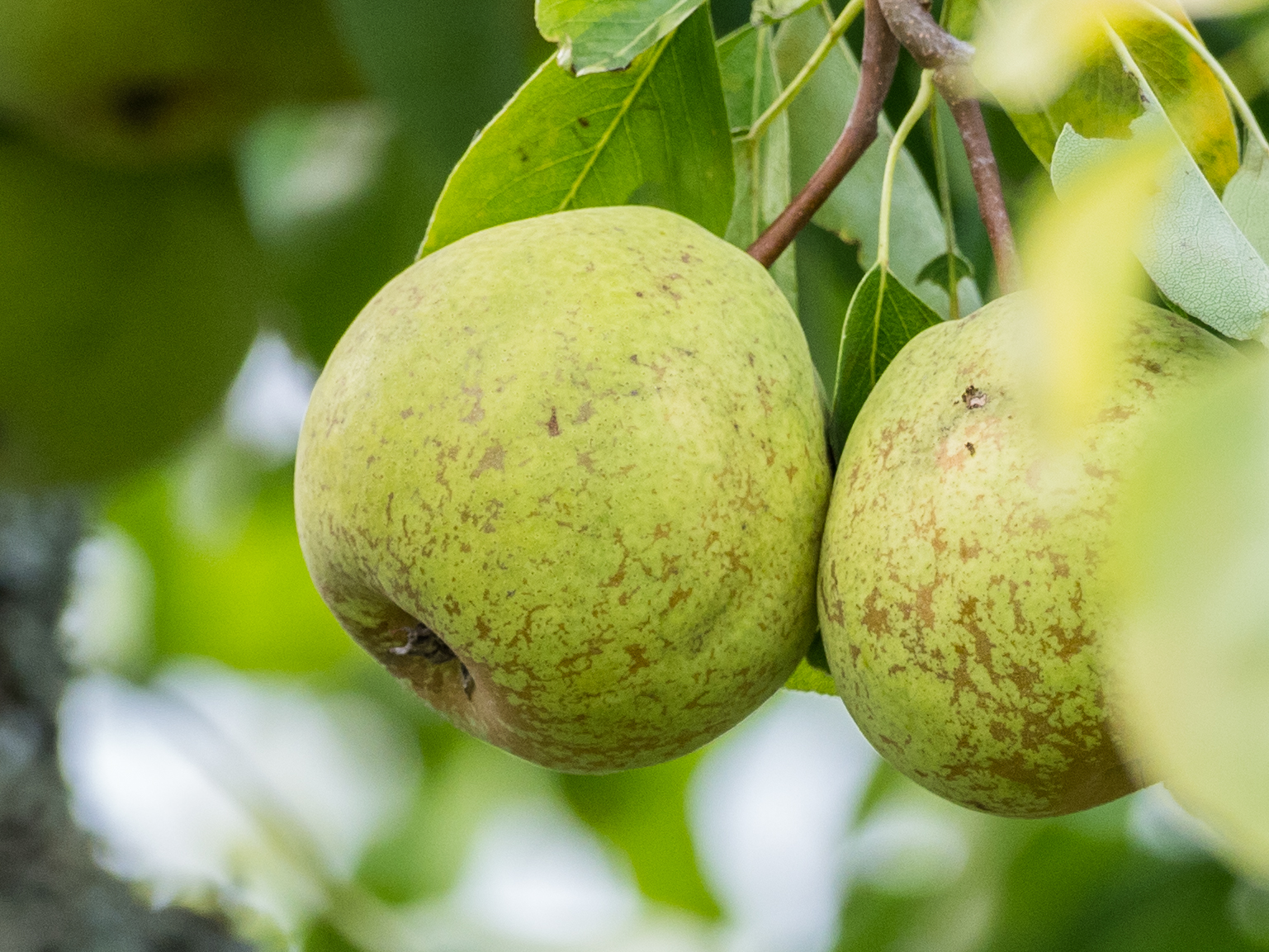
Svenska päron i träd
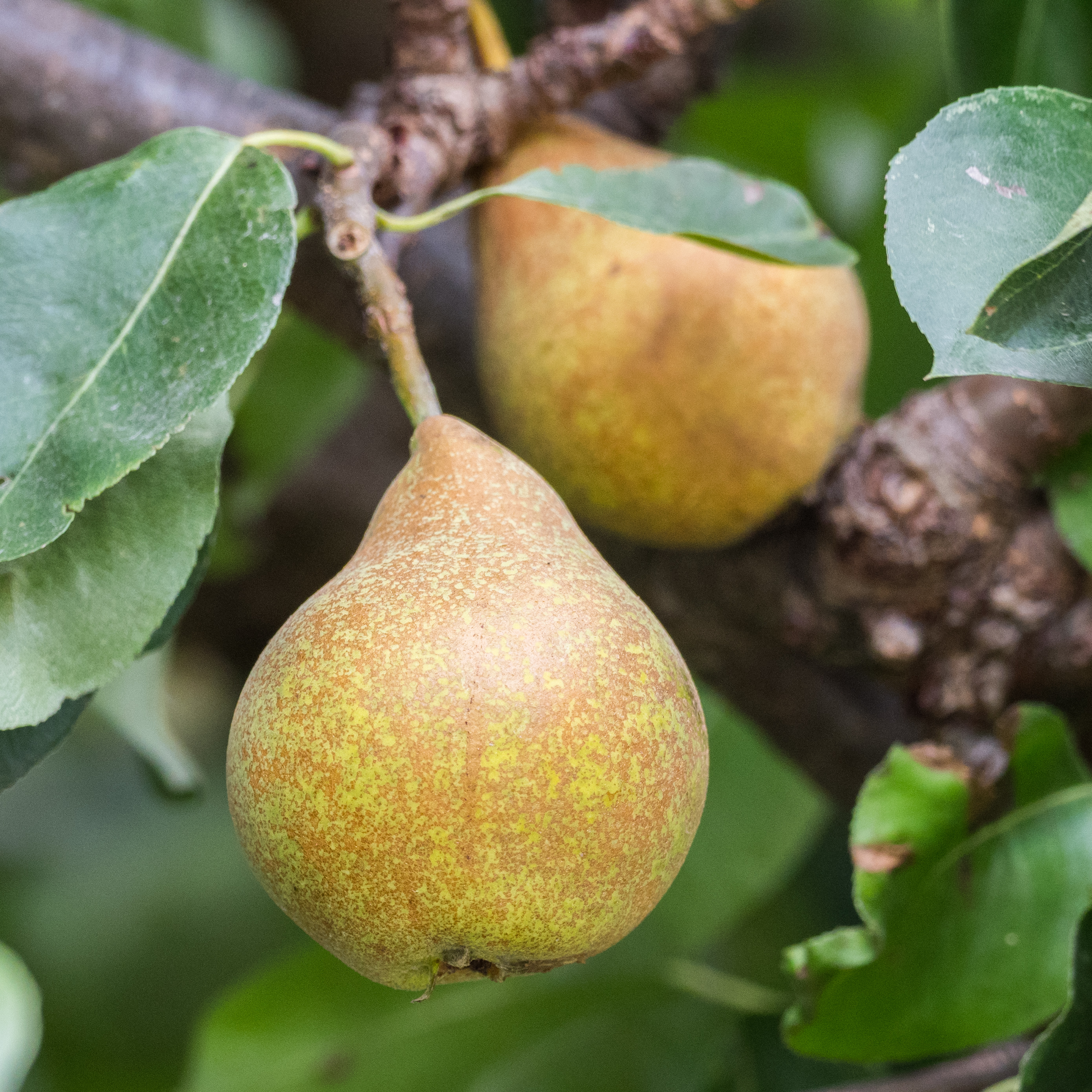
Svenska päron i träd
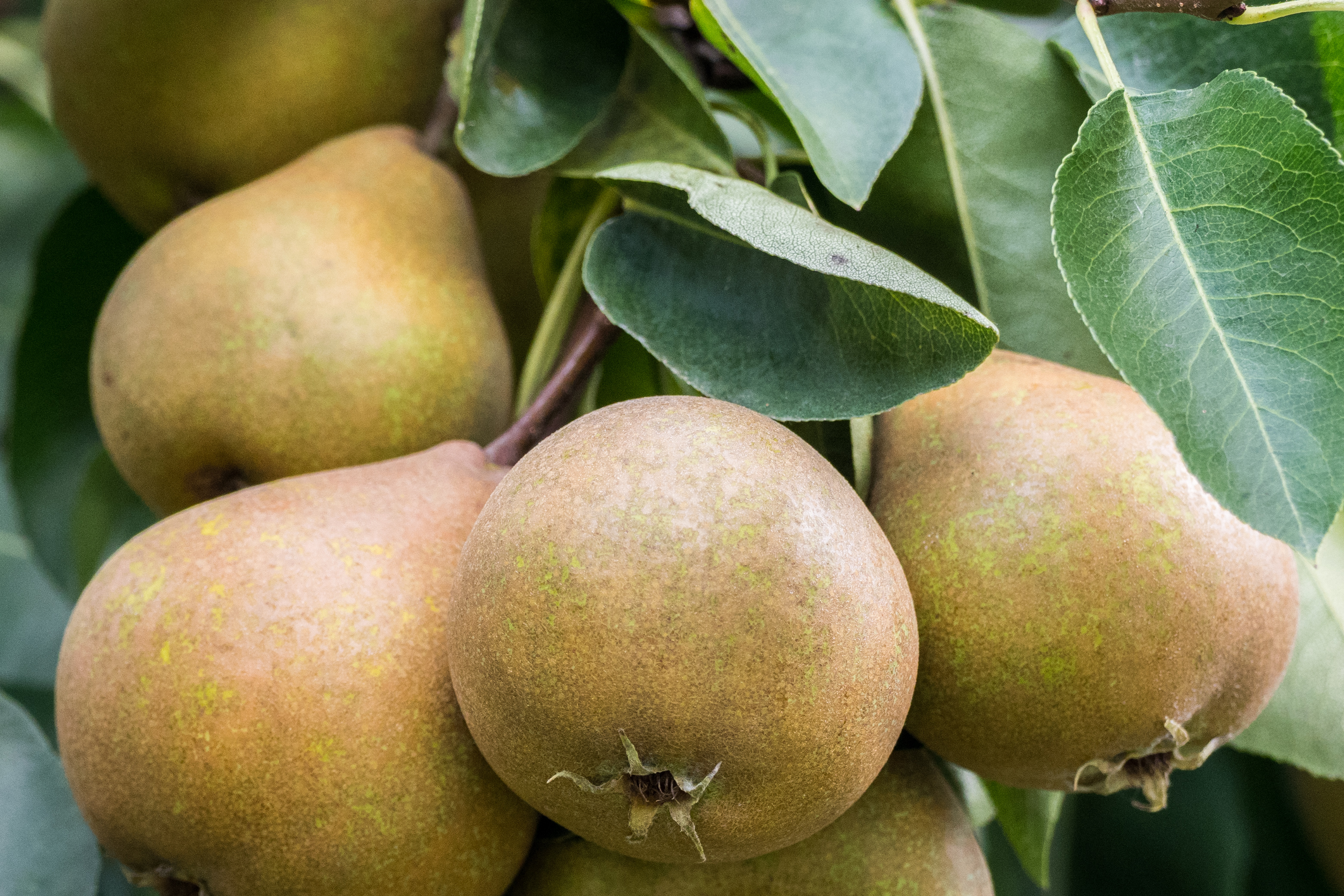
Svenska päron i träd
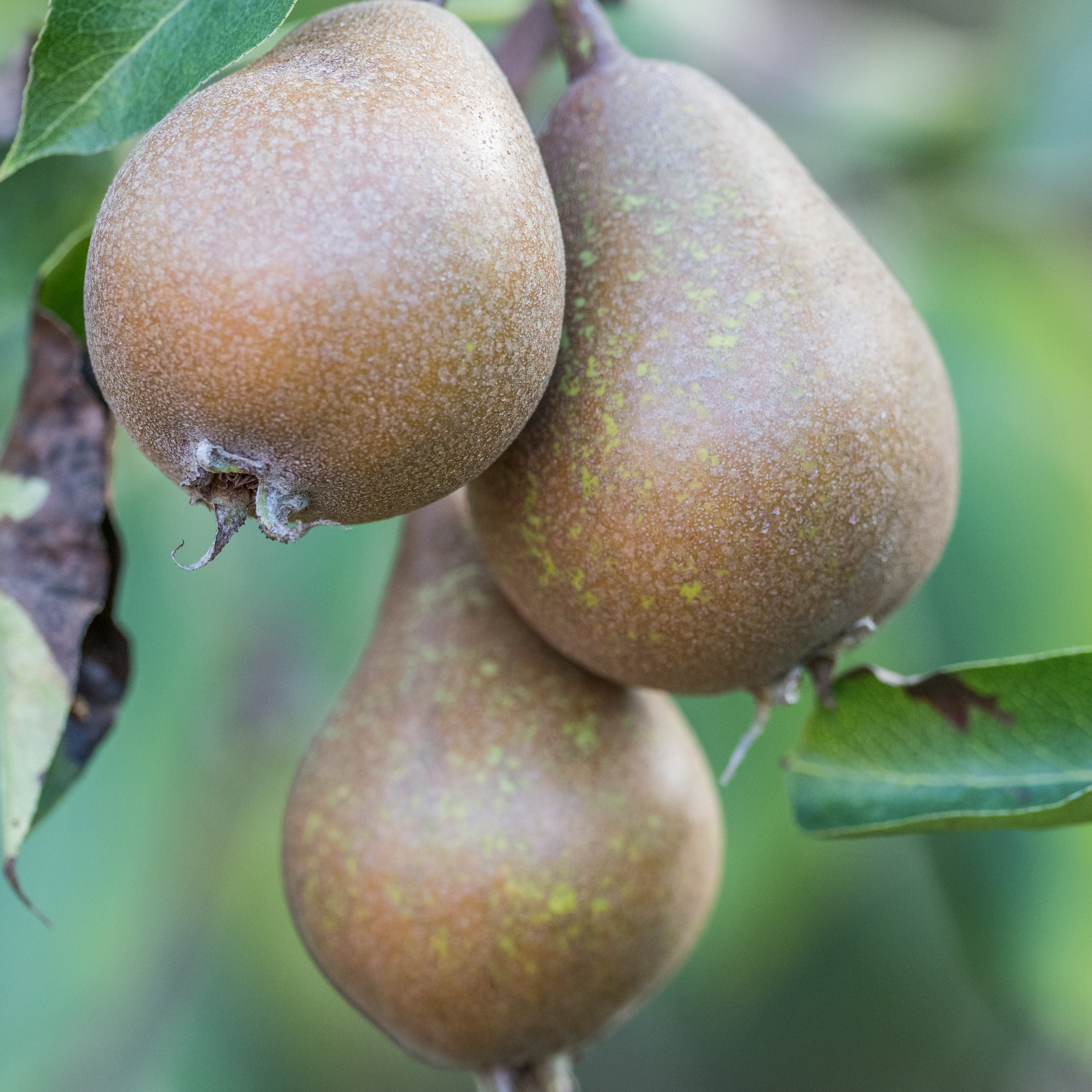
Svenska päron i träd
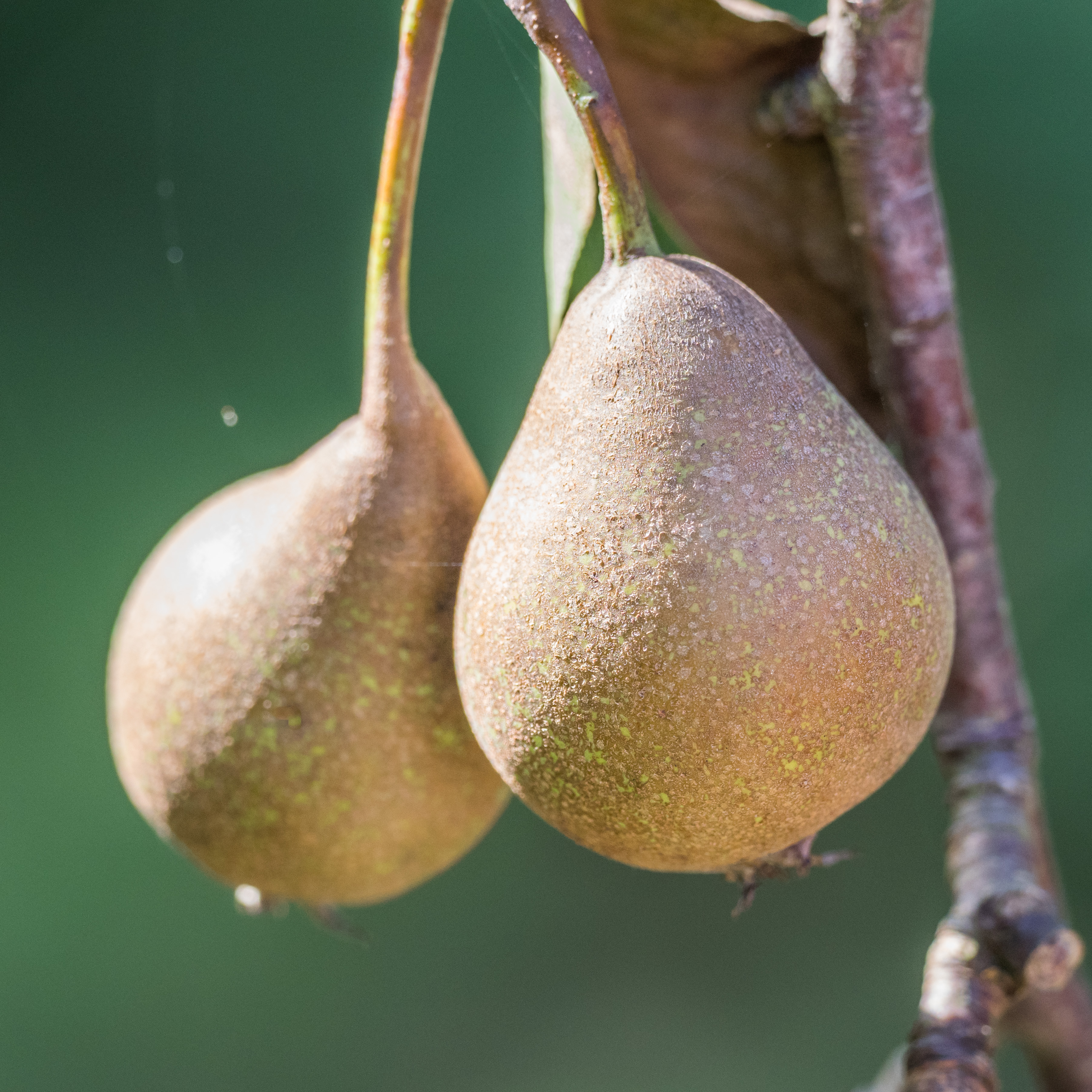
Svenska päron i träd
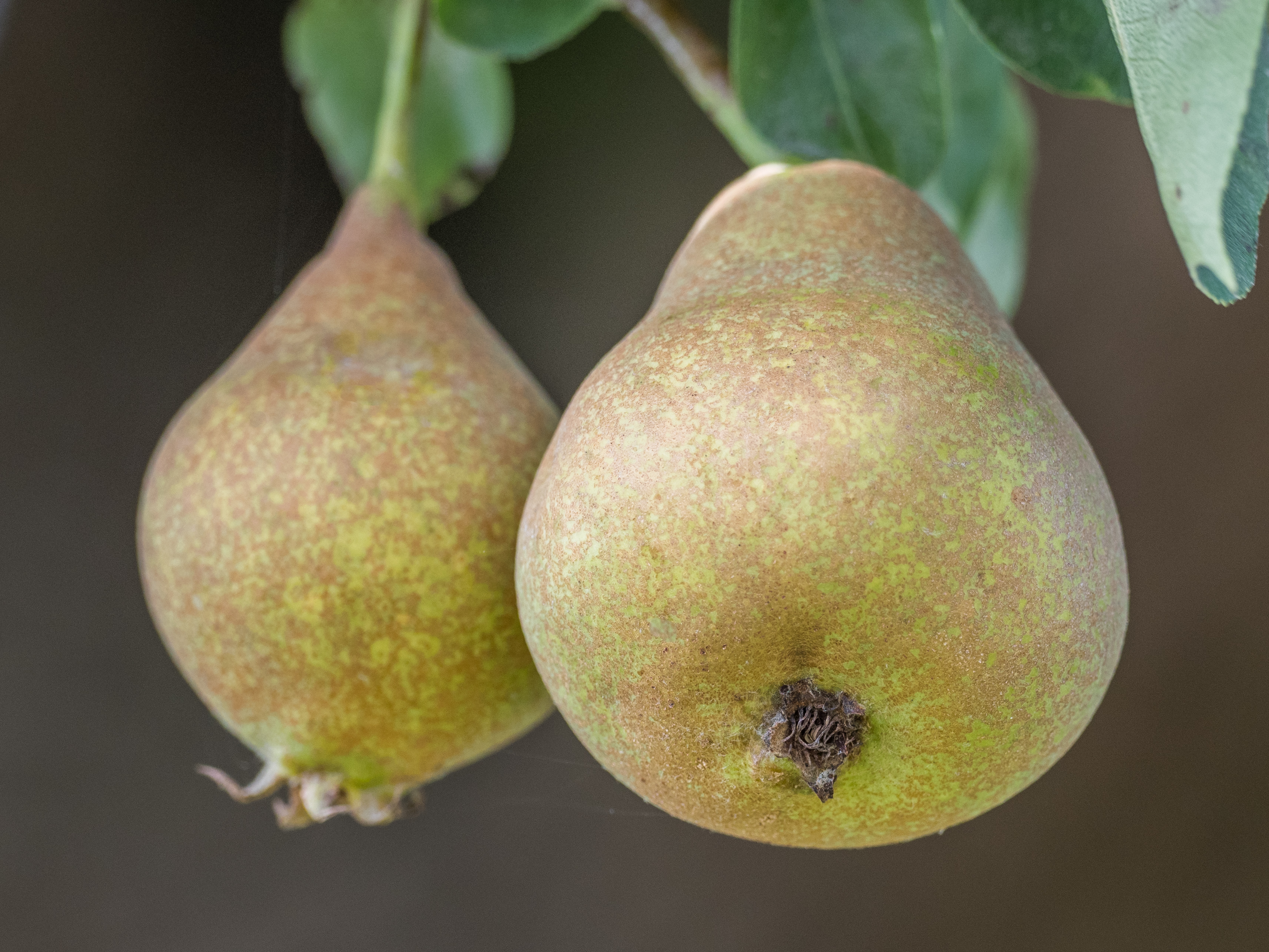
Svenska päron i träd
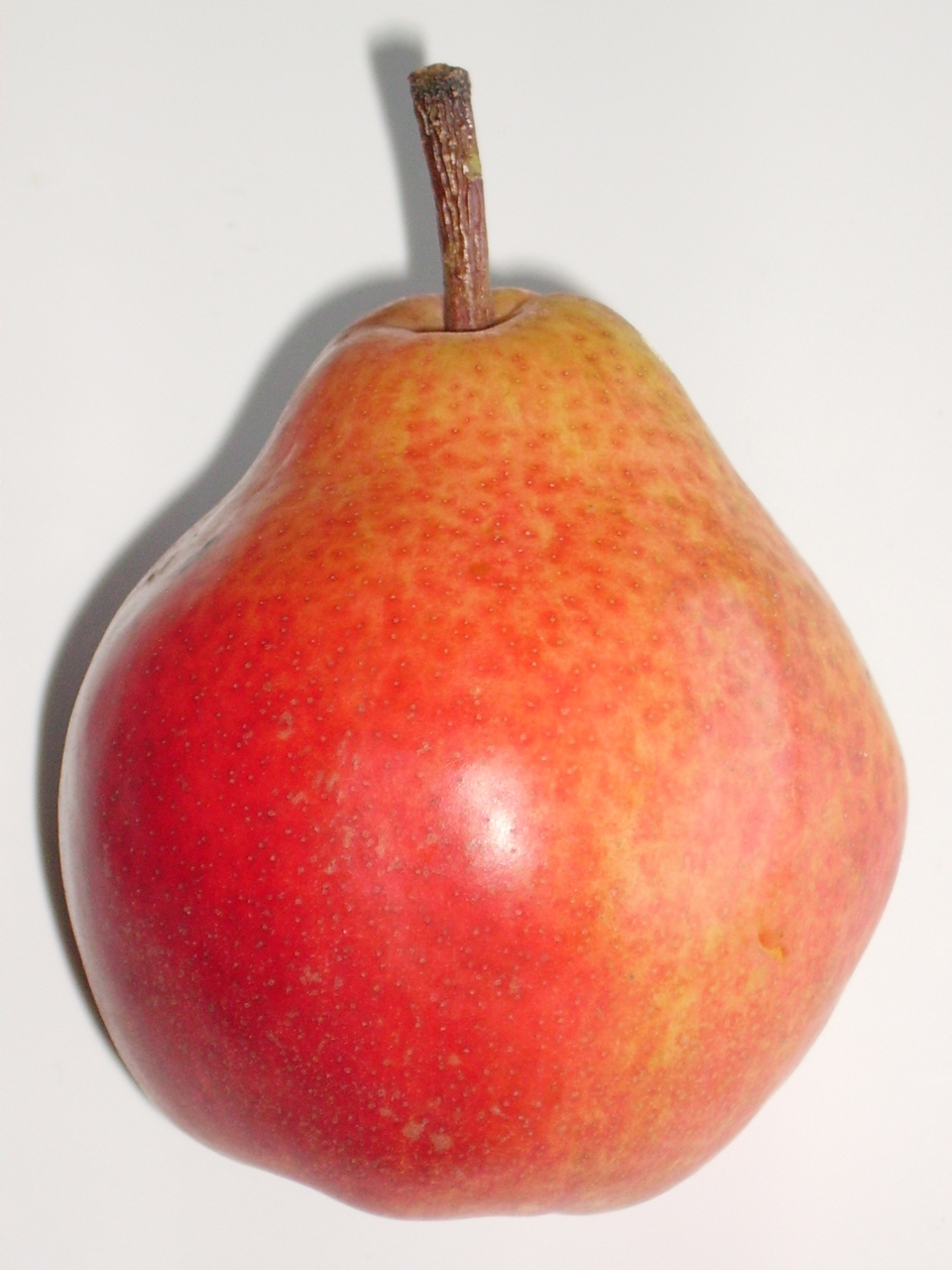
Ett rött päron.
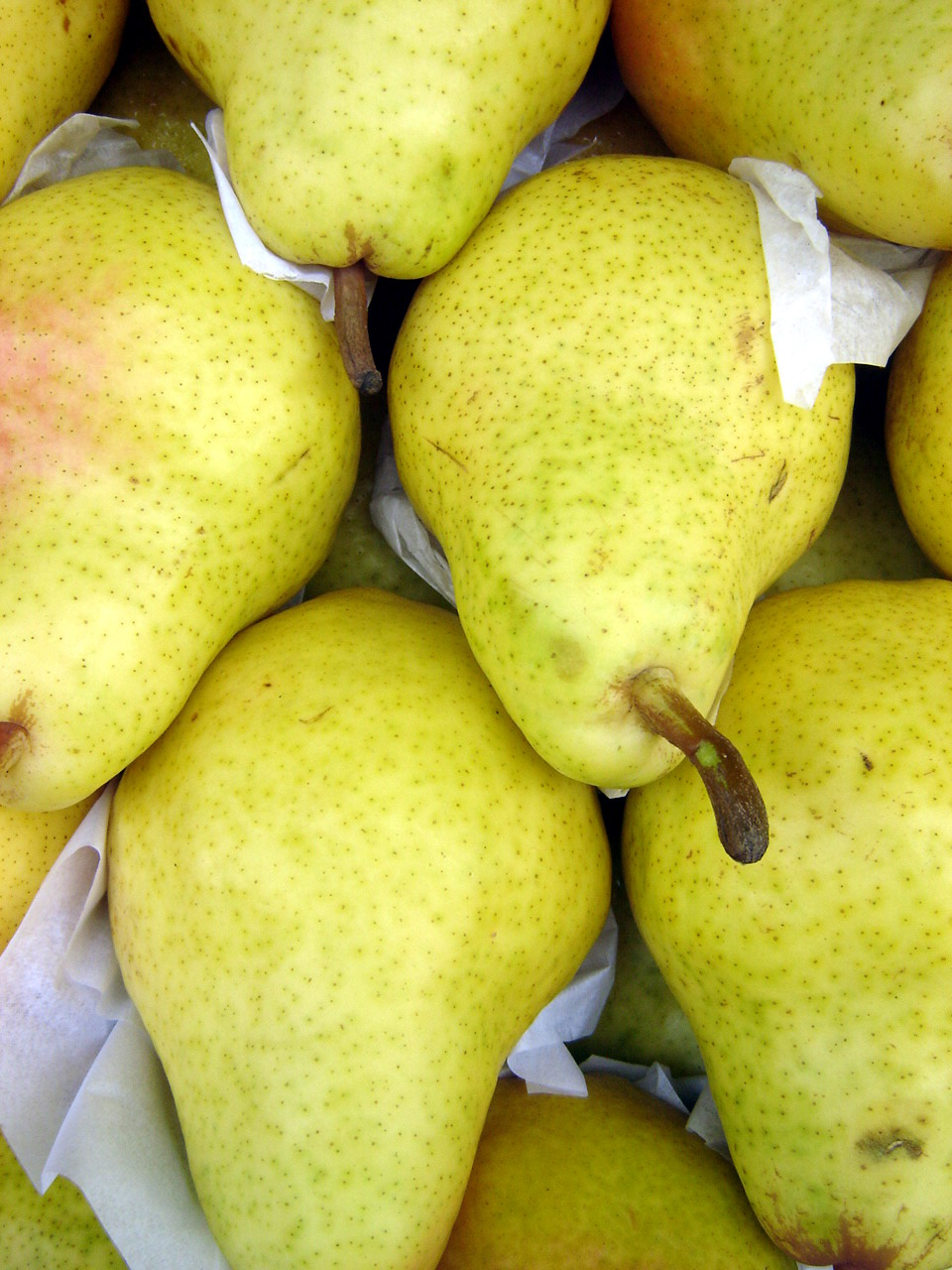
Gula päron.

## Päron i svensk litteratur (urval)[5]
- Olof Eneroth - Handbok i Svensk Pomologi (Utgåvarna 1866 och 1899)
- Axel Pihl och Jakob Eriksson - Svenska fruktsorter i färglagda avbildningsformar (1899–1912)
- John A Åhlén - Bland Pomonas skatter. 350 i svensk odling förekommande fruktsorter (1900)
- Gustav Lind - Våra frukter och bär (1912)
- Gustav Lind - Svensk frukt (1920–24)
- Carl G Dalh - Pomologi. I. Äpplen och päron (1929)
- Bertil Billbäck - Frukt och bär (1941)
- Anton Nilsson - Våra päron-, plommon- och körbärssorter (1989)

## Päronsorter
Se Lista över päronsorter.